# Regiane da Silva
Regiane da Silva Botthof (* 24. Januar 1971 in São Paulo) ist ein brasilianisches Fitnessmodel.
Als Profi wurde sie Sechste bei den Arnold Classic 2008 und bei der Miss Olympia Fitness 2008 ebenfalls Sechste. Bei den Arnold Classic 2009 wurde sie Vierte. In der Fitnessklasse bei den Arnold Classic 2006 wurde sie Achte. Ihr Profi-Debüt gab sie am 3. März 2006.

## Größte Erfolge

### Profi-Erfolge IFBB
- 2014 – Fitness Olympia, 2. Platz[1]
- 2014 – Arnold Classic Brazil, 2. Platz[2]
- 2014 – Arnold Classic, 2. Platz[3]
- 2013 – Arnold Classic Europe, 3. Platz[4]
- 2013 – Fitness Olympia, 8. Platz[5]
- 2013 – Arnold Classic Brazil, 2. Platz[6]
- 2013 – Fibo Power Germany, 3. Platz[7]
- 2013 – Arnold Classic, 5. Platz[8]
- 2012 – IFBB Fort Lauderdale Pro, 3. Platz[9]
- 2012 – Arnold Classic Europe, 5. Platz[10]
- 2012 – Fitness Olympia, 9. Platz[11]
- 2012 – Arnold Classic, 12. Platz[12]
- 2011 – Arnold Classic Europe, 3. Platz[13]
- 2011 – Fitness Olympia, 12. Platz[14]
- 2011 – FIBO Power Pro Championships, 1. Platz[15]
- 2011 – Arnold Classic, 7. Platz[16]
- 2010 – Fitness Olympia, 8. Platz[17]
- 2010 – Europa Super Show, 4. Platz[18]
- 2010 – Europa Show of Champions, 3. Platz[19]
- 2010 – Arnold Classic, 8. Platz[20]
- 2009 – Fitness Olympia, 9. Platz[21]
- 2009 – Arnold Classic, 4. Platz[22]
- 2008 – Fitness Olympia, 6. Platz[23]
- 2008 – Arnold Classic, 6. Platz[24]
- 2007 – Fitness Olympia, 13. Platz[25]
- 2006 – Arnold Classic Fitnessklasse, 8. Platz

### IFBB Amateur-Erfolge
- 2005 – IFBB Weltmeisterin und Gesamtsieg Fitness
- 2005 – IFBB Europameisterschaft, 3. Platz
- 2004 – IFBB Europameisterschaft, 7. Platz
- 2003 – IFBB Weltmeisterschaft Santa Susanna Spanien und BestE Kür 4. Platz
- 2002 – IFBB Europameisterschaft Budapest, 7. Platz
- 2002 – IFBB Internationale Deutsche Meisterschaft, 2. Platz
- 2001 – IFBB Weltmeisterschaft Rio Brasilien Frauen Fitness, 3. Platz
- 2000 – IFBB Südamerikanische Meisterin in Paraguay Frauen Fitness
- 1995 – Weltmeisterin in Aerobic in den USA